# Garb Wodzisławski
Garb Wodzisławski (342.24) – pas wzgórz o długości ok. 40 km i szerokości 10 km, wchodzący w skład Niecki Nidziańskiej. Od północy i wschodu ograniczają go doliny rzek: Mierzawy i Nidy. Od południowego zachodu ograniczony jest doliną Nidzicy. Wysokość wynosi od 261 m w pobliżu Doliny Nidy do 368 m na zachodzie. Nazwa Garbu pochodzi od miejscowości Wodzisław.
Garb zbudowany jest z opoki kredowej. Wschodnia część przykryta jest lessem. Występują tu liczne jary i wąwozy. W przeważającej części jest to obszar rolniczy, ale dość liczne lasy zachowały się w północno-wschodniej części Garbu.